# Обланка
Обланка (укр. Обланка) — село в Бобринецкой городской общине Кропивницкого района Кировоградской области Украины.
До 2020 года входило в Бобринецкий район
Население по переписи 2001 года составляло 5 человек. Почтовый индекс — 27209. Телефонный код — 5257. Занимает площадь 0,468 км². Код КОАТУУ — 3520810102.